# K. Ballekatte, Chitradurga
K. Ballekatte là một làng thuộc tehsil Chitradurga, huyện Chitradurga, bang Karnataka, Ấn Độ.